# جون بانكس إليوت
جون بانكس إليوت (9 فبراير 1917 - 18 يوليو 2018) (بالإنجليزية: John Banks Elliott)‏ هو دبلوماسي ورجل دولة غاني. كان أول سفير غاني فوق العادة لدى الاتحاد السوفياتي، شغل المنصب من 1960 إلى 1966.